# Emil Herrmann

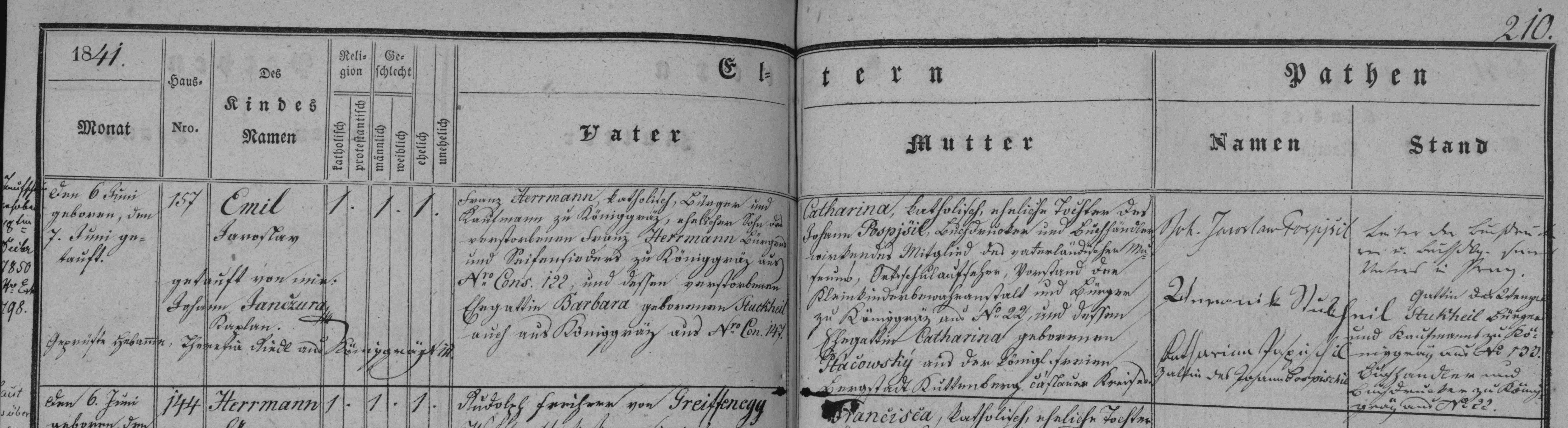
matriční zápis o narození a křtu Emila Hermanna (matrika N 1836-1847 Hradec Králové (SOA Zámrsk))

Emil Herrmann (6. června 1841 Hradec Králové – 3. listopadu 1892 Praha) byl český právník, odborný spisovatel a překladatel. Jako student překládal z němčiny, polštiny a francouzštiny. Roku 1876 si otevřel vlastní advokátní kancelář. Zasedal ve správních radách a účastnil se činnosti vlasteneckých a dobročinných spolků. Uveřejňoval odborné stati (např. o směnečném právu). Byl všeobecně vážený pro pevný charakter a aktivní vlastenectví.

## Život
Narodil se 6. června 1841 v Hradci Králové. Když mu bylo deset let, emigrovala rodina do USA, ale po několika měsících strastiplného pobytu v Texasu se vrátila zpět. Emil vystudoval gymnázium v Mladé Boleslavi a Hradci Králové a roku 1860 se zapsal na právnickou fakultu v Praze. Odjel tam s deseti zlatými v kapse, víc peněz mu rodiče poskytnout nemohli. Během studií se mimo jiné zabýval literaturou — uveřejňoval překlady prací německých a francouzských autorů. Krátkodobě pracoval i jako korektor časopisu Národ.
Roku 1869 se stal doktorem práv a v roce 1876 si otevřel vlastní advokátní kancelář. Účastnil se veřejného života: zasedal ve správních radách Živnostenské banky a První občanské záložny, byl členem výboru Ústřední matice školské, penzijního fondu Národního divadla a zkušební komise pro kandidáty advokacie. Dlouhodobě se angažoval ve cvičitelském sboru Sokola. V 70. letech byl jednatelem Národního klubu.
Byl všeobecně uznávaný jako vynikající advokát a vlastenec. Současníci oceňovali jeho pevný charakter, solidnost a ochotu pomáhat. Tvrdilo se o něm, že nemá žádné nepřátele.
Zemřel svobodný po dlouhé nemoci na zástavu srdce. Pohřben byl na Vyšehradském hřbitově.

## Dílo
Byl známý jako autor časopiseckých úvah o právních otázkách. Napsal i samostatný spis o směnečném právu a několik překladů. Knižně vyšly:
vlastní práce
- O směnkách (1871, s reedicemi 1872, 1875 a 1892)
- Kapesní kalendář českých právníků 1876

překlady
- Heinrich Zschokke: Tajemná vidění (1862)
- Heinrich Zschokke: Paša Budínský (1863)
- Heinrich Zschokke: Adrich (1864)
- Heinrich Zschokke: Kreol (1864)
- Józef Korzeniowski: Poštovní štace v Hulči (1864)
- Heinrich Zschokke: Strážmistr (1864)
- Jean de La Fontaine: Bajky Lafonténovy (1875)